# ادیسون مارشال
ادیسون مارشال (انگلیسی: Edison Marshall؛ ‏ ۲۸ اوت ۱۸۹۴ – ۲۹ اکتبر ۱۹۶۷) رمان‌نویس و نویسندهٔ داستان‌های کوتاه اهل ایالات متحده آمریکا بود.
از فیلم‌هایی که وی در آن‌ها نقش داشته است، می‌توان به  وایکینگ‌ها و فریاد دوردست اشاره نمود.
وی همچنین برندهٔ جوایزی همچون جایزه او. هنری شده‌است.